# 336e brigade d'infanterie de marine de la Garde
« 336e régiment de fusiliers motorisés de la Garde » redirige ici. Pour les autres significations, voir 336e régiment.
La 336e brigade d'infanterie de marine de la Garde (en russe : 336-я гвардейская бригада морской пехоты), de son nom complet la 336e brigade indépendante d'infanterie de marine de la Garde Belostokskaïa des ordres de Souvorov et d'Alexandre Nevski (en russe : 336-я отдельная гвардейская Белостокская орденов Суворова и Александра Невского бригада морской пехоты ; en abrégé : 336-й обрмп) est une unité d'infanterie de marine des Forces armées russes (n° d'unité 06017).
La mention honorifique  « Белостокская » (Belostokskaïa), « de Białystok » (ville de Pologne), fait référence à l'offensive de Bialystock en 1944, une des parties de l'opération Bagration.

## Histoire

### Seconde Guerre mondiale
L'histoire de la 336e brigade remonte à la création du 347e régiment de fusiliers de la 308e division de fusiliers (2e formation) (ru), formée le 28 mars 1942, à partir d'un plan fourni par l'école d'infanterie d'Omsk.
Fin mai 1942, la 308e division de fusiliers est redéployée dans le district militaire de la Volga près de la ville de Saratov. Le 19 août 1942, la division est rassemblée et, le 10 septembre 1942, déployée sur la ligne de front et opère avec la 24e armée du front de Stalingrad, au nord-ouest de Stalingrad.
Face à l'assaut allemand, la 308e se retire à Stalingrad le 2 octobre 1942 et est subordonné à la 62e armée. Les positions de combat de la division se trouvent dans la zone de l'usine Titan-Barrikady (en). Le 3 novembre 1942, la 308e transfère la défense de l'usine à des unités de la 138e division de fusiliers (ru) et se replie à l'arrière.
Pour ses actions à Stalingrad entre septembre et décembre 1942, la 308e division de fusiliers se voit décerner l'Ordre du Drapeau rouge par un arrêté du 19 juin 1943. Réaffectée au district militaire de la Volga pour une transformation, la division passe les mois suivants à reconstituer ses effectifs. Le 1er mars 1943, la division est renvoyée au front et affectée aux réserves du front de Kalinine, puis à la 11e armée dans la réserve du haut commandement suprême.
La division retourne au front dans la 3e armée du front de Briansk lors de l'opération Koutouzov. Se distinguant au combat, la division obtient le statut honorifique d'unité de la Garde et est renommée 120e division de fusiliers de la Garde (ru). En conséquence, le régiment est renommé 336e régiment de fusiliers de la Garde. Pendant le reste de 1943, la division participe aux opérations Orel, Briansk et Gomel-Rechitsa.

### Après-guerre

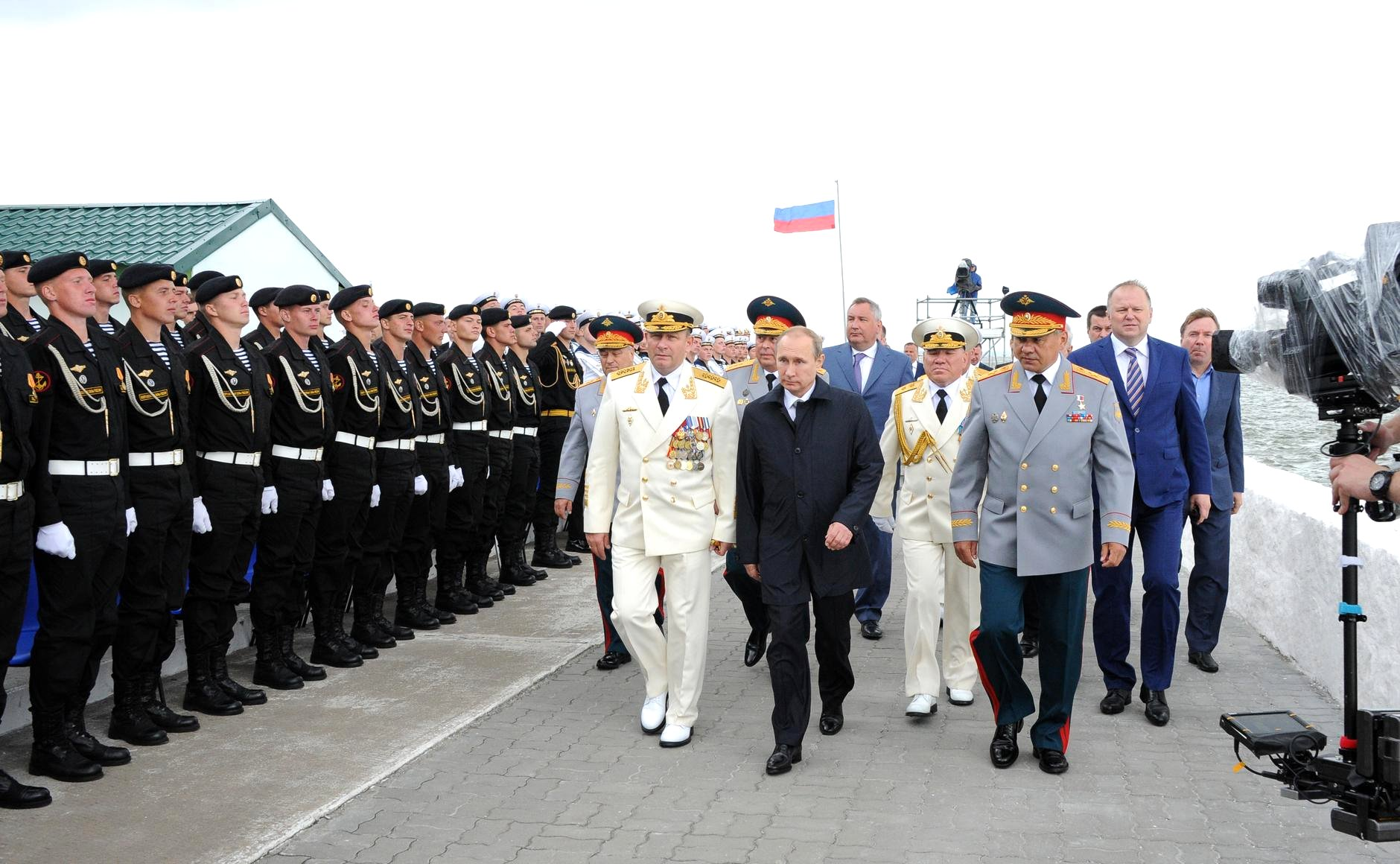
Vladimir Poutine visitant la brigade le jour de la marine à Baltiïsk, le 26 juillet 2015.

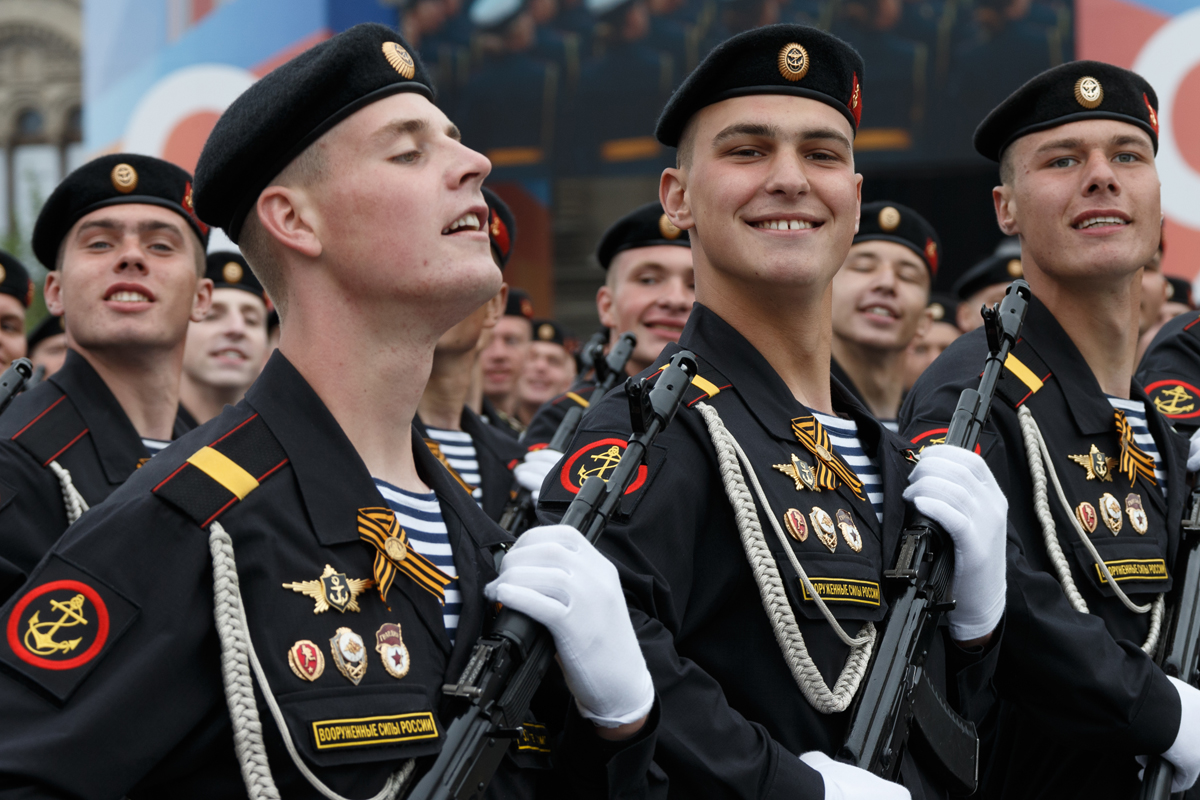
Personnel de la brigade lors du défilé du jour de la Victoire à Moscou en 2019.

Après la fin de la guerre, le régiment est transféré à Minsk avec la division plus tard en 1945. En 1957, l'unité est convertie en 336e régiment de fusiliers motorisés de la Garde lorsque la division est transformée en unité de fusiliers motorisés. En raison de ses performances, le 336e régiment est choisi pour une conversion en une unité d'infanterie de marine spécialisée après la recréation de l'infanterie de marine soviétique. Conformément à une directive du 7 juin 1963, le régiment reçoit l'ordre de se convertir en 336e régiment d'infanterie de marine de la Garde en juillet ; devant être stationné à Baltiïsk, dans l'oblast de Kaliningrad,.
Avec 1 519 hommes en temps de paix, sa structure n'a pas été modifiée lors de son transfert au sein de l'infanterie de marine russe. Le 336e est composé de trois bataillons d'infanterie de marine équipés du véhicule blindé de transport de troupes amphibie BTR, d'un bataillon blindé avec deux compagnies blindées légères amphibies PT-76 et d'une compagnie de chars de combat principaux T-55. Le soutien de l'artillerie est assuré par une batterie de lance-roquettes multiples BM-21 Grad et une batterie de missiles guidés antichars, tandis que la défense aérienne consiste en un système de canons antiaériens ZSU-23-4 et un système de missiles sol-air 9K31 Strela-1. Les unités de soutien comprennent des bataillons de soutien, de reconnaissance, d'ingénierie et de défense NRBC. La conversion a lieu à Uručča et s'achève en juin, lorsque le régiment est déployé à Baltiïsk.
Le 20 novembre 1979, le régiment est rebaptisé 336e brigade d'infanterie de marine indépendante de la Garde.
La 336e brigade est depuis 1967 l'unité principale de l'infanterie de marine qui participa aux défilés nationaux sur la place Rouge de Moscou.[réf. nécessaire]

### Invasion russe de l'Ukraine en 2022
Initialement, dans les premiers jours de l'invasion, il était prévu de déployer les unités de la 336e brigade pour un débarquement amphibie entre Mykolaïv et Odessa, mais après un débarquement d'un groupe de reconnaissance, celui-ci subit de lourdes pertes, et certains navires furent également détruits, obligeant l'état-major à annuler l'opération.
Selon l'état-major ukrainien, la Russie a déployé un groupe tactique de bataillon de la 336e brigade d'infanterie de marine indépendante de la Garde « depuis la Crimée » le 10 mars 2022. L'unité participe aux combats dans la zone de Marioupol et subit de lourdes pertes,. Le 7 juin 2022, le chef d'état-major de la brigade, le colonel de la Garde Rouslan Chirine, meurt au combat.
Début septembre 2022, 40 marines et l'officier politique de la brigade (un lieutenant-colonel) sont annoncés mort au combat en Ukraine.
Le 5 novembre, la brigade reçoit l'Ordre de Joukov.

## Unités dans les années 1980 et 1990
Quartier général de la brigade:
- 877e bataillon d'infanterie de marine
- 878e bataillon d'infanterie de marine

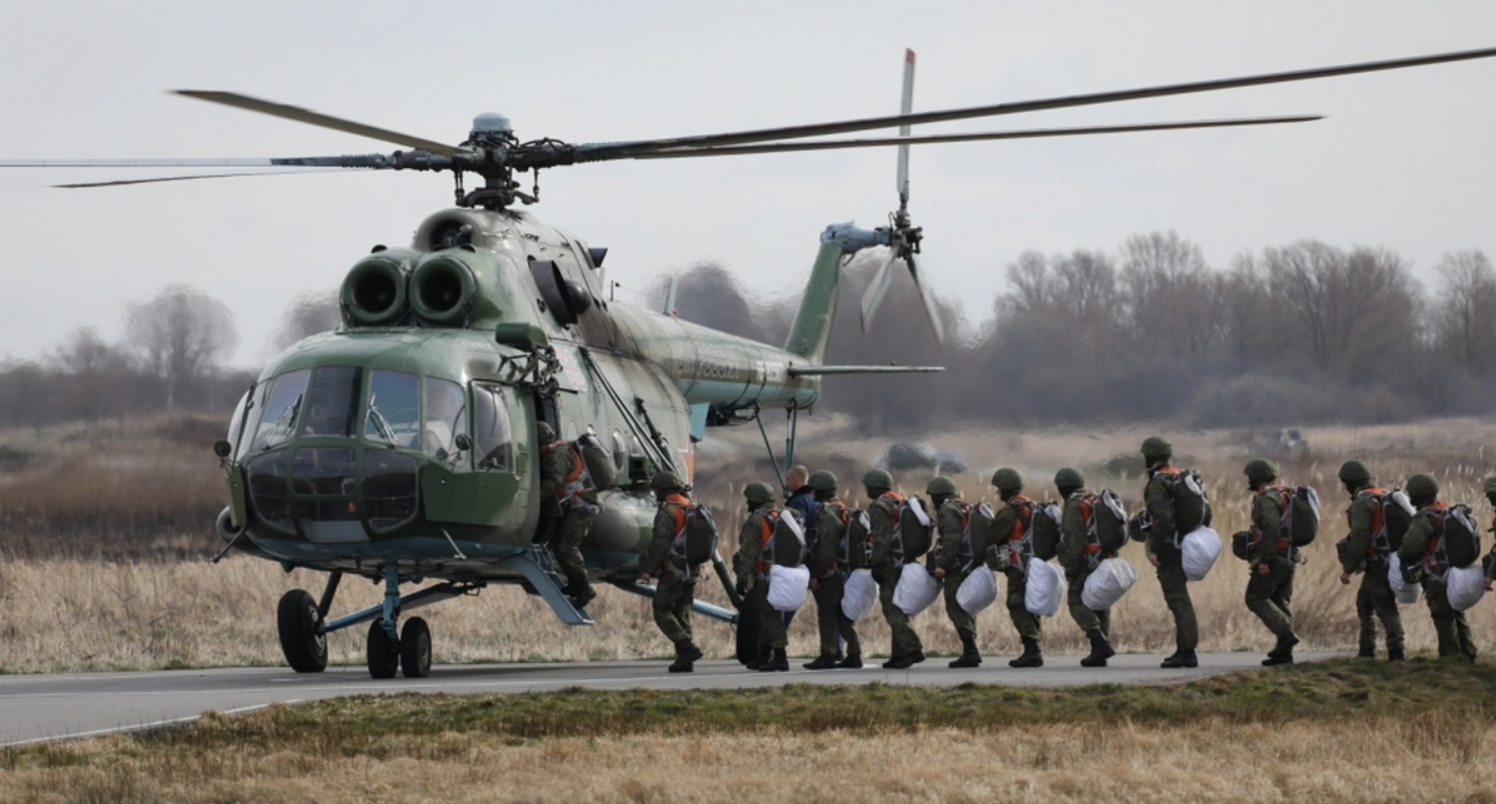
Soldats de la flotte de la Baltique pendant un assaut aéroporté.

- 879e bataillon d'infanterie de marine (débarquement aérien)
- 884e bataillon d'infanterie de marine
- 112e bataillon blindé
- 887e bataillon de reconnaissance
- 1612e bataillon d'artillerie
- 1618e bataillon de missiles anti-aériens
- 1615e bataillon d'artillerie lance-roquettes multiples
- 1621e bataillon d'artillerie antichar